# Cilarabe
Cilarabe, figlio di Stenelo, fu un mitico Re di Argo.
Successe al trono dopo la morte di suo padre. Durante il suo regno, Argo fu finalmente riunificata dopo essere stata divisa in tre parti dal regno di Anassagora. Anassagora aveva dato un terzo del suo regno a Melampo e l'altro a Biante, mentre Anassagora e la sua stirpe continuarono a governare la regione centrale. Cilarabe riguadagnò la parte del regno assegnata a Biante alla morte di Cianippo. (La parte appartenente alla stirpe di Melampo era stata riconquistata da suo padre Stenelo, alla morte di Anfiloco). Cilarabe morì senza un erede e il suo trono vacante fu preso da Oreste, il re di Micene.